# Alejandro Braña
Alejandro Fernández Braña, más conocido como Alejandro Braña (Gijón, 1961-2024), fue un prestigioso fotógrafo, escritor y editor español.

## Biografía
Nace en Gijón en 1961, donde cursa sus estudios primarios y secundarios en el Colegio de la Inmaculada Concepción. Desde joven muestra un interés hacia el mundo artístico y su expresión visual, por lo que viaja a Estados Unidos para formarse. Allí se licenció en Fotografía por la Universidad de La Verne, ampliando posteriormente su aprendizaje en el Maine Media College.
A su regreso a España funda su propio estudio de fotografía en su ciudad natal. Fue un gran estudioso y un fotógrafo perfeccionista. Seguía las últimas tendencias en el campo de la fotografía y se formaba continuamente. 
Fallece repentinamente en Gijón, a los 63 años de edad, el 1 de septiembre de 2024, dejando una amplia obra inédita y varios proyectos inconclusos.

## Trayectoria profesional
Ejerció la fotografía publicitaria para las empresas, organismos e instituciones que confiaron en su saber hacer, mostrando siempre un uso exquisito de la luz y el color en todas sus producciones. Dentro de su carrera destaca su labor como fotógrafo de producto, especialmente en el ámbito de la gastronomía (sus fotografías ilustran multitud de libros de cocina) y la hostelería. Su maestría y profesionalidad le convirtieron en uno de los fotógrafos más destacados de Asturias.
Estableció su estudio en Gijón junto a su colaboradora, Ana Noriega. Su especialidad era la fotografía de producto, la arquitectura de interiores, el estilismo gastronómico y el retrato corporativo. 

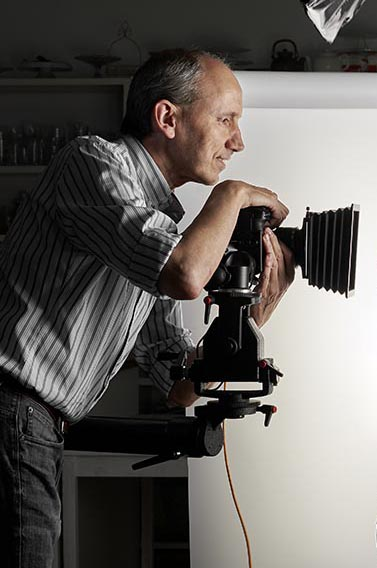

Una faceta destacadísima de la producción de Braña es su labor como fotógrafo documental. En la línea de otros grandes artistas busca reflejar la realidad sin grandes trucos ni efectismos, haciendo que la esencia de lo fotografiado predomine en la imagen. Así, sus fotografías se constituyen como un elemento valiosísimo para analizar y comprender la realidad que quedó captada en un instante concreto.

## Blog Asturias por descubrir
En su afán por dar a conocer el riquísimo patrimonio del Principado de Asturias, consciente además de su fragilidad, crea el blog Asturias por Descubrir, en el que destacan temas como:
1. Arquitectura indiana: casonas de indianos.
2. Arquitectura funeraria.
3. Arquitecturas olvidadas.
4. Capillas e iglesias.
5. Gijón.
6. Hoteles indianos.
7. Paisajismo y jardines.
8. Artes decorativas.
9. Arquitectos y maestros de obras.
10. Biografías y sagas familiares.
11. Patrimonio natural y paisaje.
12. Historia y patrimonio industrial.
13. Rutas para conocer Asturias.
14. Playas.
15. Etnografía y folclore.
16. Mapa interactivo con la ubicación de cientos de casas de indiano, para facilitar su búsqueda y localización.
17. Biblioteca indiana: archivo con cientos de referencias bibliográficas sobre el tema de la emigración asturiana a América.
18. Noticias de actualidad sobre el patrimonio asturiano.

Toda esta información venía complementada por las secciones “Cuaderno de campo” y “A pie de página”.

## Libros
La obra de Alejandro Braña es muy amplia. Según la Biblioteca Nacional de España tiene 18 obras en solitario y 22 obras en colaboración. Con el ánimo de controlar todo el proceso de producción de sus libros se animó a fundar su propia editorial, Edicionesnuevedoce, renombrada después Asturiaspordescubrir. A través de estos sellos le dio forma a su gran pasión: dar a conocer Asturias y compartir el maravilloso tesoro de su herencia cultural. Su perfeccionismo le hizo rodearse de diversos expertos para acompañar las fotografías de textos muy documentados. Se fijaba en el más mínimo detalle para crear libros de gran calidad en todos los aspectos. Para esta ingente labor contó con la coordinación de su socia, Ana Noriega. Además de decenas de libros de cocina publicó títulos tan interesantes como:
- Asturias, paisajes humanos, paisajes industriales, 1997. Textos de Milio Rodríguez y fotografías de Alejandro Braña.
- Patrimonio Industrial Asturiano, imágenes, 1998. Textos de Antonio Ramón Felgueroso y Aladino Fernández. Fotografías de Alejandro Braña.

- Gijón, cuaderno de fotografías, 1999. Particular visión del autor sobre la ciudad que le vio nacer.
- Casonas de indianos. Cuaderno de fotografías, 1999. Textos de Carmen Bermejo. Una colección de fotografías en blanco y negro que capta el interés de una mirada sensible e inteligente sobre un paisaje arquitectónico singular.
- La Junta General del Principado de Asturias, 2001. Textos de José Tuñón Barzana et al., fotografías de Alejandro Braña. Este libro puede leerse aquí.
- Plantas de interior, 2003. Fotografías de Fery-Press, Alejandro Braña y Rafael Escapa.
- Interiores de casas de indiano en Asturias, 2006. Fotografías de Alejandro Braña y textos de Francisco Javier Chao Arana. Un libro de gran formato que refleja la riqueza decorativa de las casas de indianos de Asturias.
- Un viaje en el tiempo, 2008. Fotografías de Alejandro Braña y textos de Marta Llavona Campo (reeditado en 2022 añadiendo textos de Pelayo Jardón). El objetivo del fotógrafo se cuela en salones y dormitorios donde los sueños de prosperidad se transformaron en decoraciones cosmopolitas, muebles de lujo y comodidades traídas de Londres o París. Las casonas de indiano, conservadas como cápsulas de un tiempo ido, se abren aquí para asombrar al lector interesado.
- El parlamento/El parllamentu, 2008. Textos de Eduardo García, fotografías de José Ángel Ornia y Alejandro Braña.

- Gijón, mirando al mar, 2009.Texto de Andrés Presedo. Colección de imágenes que reflejan la íntima relación de Gijón con el mar Cantábrico.

- Asturias, paisaje industrial, 2009. Texto de Amparo Fernández. La siderurgia y la minería dejaron una impronta social y económica fundamental en la historia de Asturias. Así, también el paisaje se vio alterado y conserva aún hoy espacios significativos que son el objetivo de las fotografías de este libro.
- Asturias, patrimonio industrial, 2009.[6] Texto de Amparo Fernández. Es un estudio extenso e intenso sobre la historia industrial del Principado de Asturias, cuyas imágenes ilustran un libro que quiere salvar del olvido las huellas de un pasado que transformó la región.
- Asturias, tierra de indianos. Rutas para descubrir su legado, 2010. Una hoja de ruta para aquellos que quieran viajar por Asturias y conocer los rincones ocultos donde aguarda el asombro y la sorpresa. El libro propone diversos itinerarios e ilustra con detalle los trabajos y los días de aquellos que regresaron enriquecidos a su tierra natal.
- A la mesa del indiano. Cuadernos de la tía Isabel, 2012. Textos de Alejandro Braña y Ana Isabel Díaz Goti, fotografías de Alejandro Braña. Una colección de fotografías de comedores indianos, así como de magníficas vajillas y cuberterías, ilustran el arte de la mesa en la Asturias de principios del S.XX. Isabel de la Fuente fue una llanisca que cruzó el mar y reflejó, en su particular cuaderno de recetas, la unión de tradiciones gastronómicas diferentes para crear un libro de recetas único y especial.
- Palacios y Casonas de Asturias I. Interiores de un legado de blasones y linajes, 2012 (luego reeditado). Textos de Gracia Suárez Botas y fotografías de Alejandro Braña.
- Palacios y Casonas de Asturias II.[7] Interiores de un legado de blasones y linajes, 2012 (luego reeditado). Textos de Gracia Suárez Botas y fotografías de Alejandro Braña.
- Palacios y Casonas de Asturias III, 2019. Textos de Gracia Suárez Botas y fotografías de Alejandro Braña.

- La travesía de la memoria. Interiores de casas de indianos en Asturias, 2014. Textos de Mar Friera y fotografías de Alejandro Braña. Una nueva incursión en la privacidad de estas casonas y palacetes, vedados tradicionalmente a la mirada indiscreta y ahora abiertos a los lectores.

- El murmullo del agua. Fuentes y lavaderos en el concejo de Carreño, 2014. Textos de Pilar Rose-Alcorta y María Jesús Aguilar. Un libro cuyos textos y fotografías rescatan la labor cotidiana de los lavaderos del concejo de Carreño.
- Sueños indianos en Asturias: guía de alojamientos en casas de indianos, 2014. Fotografías y textos de Alejandro Braña. Uno de los grandes problemas del patrimonio indiano es su difícil conservación. El tamaño de estas casonas ha hecho que muchas se reconviertan en hoteles o edificios de apartamentos. Esta guía establece una ruta por distintos alojamientos donde revivir el sueño de aquellos que hicieron las Américas.
- 250 Casas de Indianos en Asturias (1870-1960), 2021. Textos de Mar Friera y fotografías de Alejandro Braña. Es una verdadera enciclopedia visual sobre arquitectura indiana, ofreciendo un discurso cronológico y estilístico por este riquísimo patrimonio.
- La Quinta de Selgas, 2022. Texto de Gracia Suárez Botas. Un libro que profundiza en la creación y evolución de uno de los conjuntos patrimoniales más importantes de Asturias: la Quinta Selgas y los jardines que la rodean.
- 40 Fomento de la Cocina Asturiana, 2022. Fotografías de once restaurantes de primer nivel en Asturias, retratos de sus cocineros y de su día a día.
- 160 Palacios para descubrir Asturias, 2023. Textos y fotografías de Alejandro Braña. Esta publicación ofrece un amplísimo panorama de la arquitectura palacial asturiana, desde los albores de la Edad Media hasta el siglo XX. A través de diez rutas diferentes se invita a recorrer la geografía asturiana con la arquitectura como eje temático.

- Casas sobre la arena: Ribadesella, 2024.[8] Fotografías y textos de Alejandro Braña. Profunda investigación que explica con detalle la creación de uno de los paseos marítimos más icónicos del norte de España: el arenal de Santa Marina en Ribadesella. Utilizando fotografías y documentos de época, en contraste con las instantáneas del autor, se evoca el periodo de entreguerras en el que la mayoría de mansiones fueron construidas. En este proceso destaca la figura de la gran impulsora de esta obra urbanística: la marquesa de Argüelles.

- Oviedo, la ciudad palacio 1880-1930,[9][10] publicado póstumamente en 2024. Fotografías de Alejandro Braña, textos de Alejandro Braña y Gracia Suárez Botas. Un recorrido por la arquitectura de finales del XIX y principios del XX, mostrando cómo la ciudad se transforma y abraza la influencia francesa de la Escuela de Bellas Artes, del eclecticismo y el historicismo, adentrándose después en el Modernismo y el Art Decó.

## Proyectos inconclusos
- Libro sobre el prerrománico (todas las fotografías quedaron hechas).
- Jardines históricos y singulares en Asturias (2 volúmenes). Fotografías de Alejandro Braña y textos de Rodrigo Álvarez Brecht. (Quedaron fotografiados trece jardines).
- Monográfico sobre Manuel del Busto.
- Libro sobre la "Quinta Covadonga" en La Habana.
- Fonoteca indiana.
- Palacios y Casonas de Asturias IV.
- Historias de Indianos.
- Arquitectura indiana de los años 50/60.
- Reedición de su libro "250 Casas de Indianos en Asturias".
- Guía de hoteles indianos.
- Un viaje en el tiempo II.
- Palacios de Cantabria.

## Exposiciones
- Tiempos muertos, Salón Internacional de la Caja de Ahorros de Asturias, 1996.
- Captus, Gijón, 2006.[11]
- Tiempos muertos, Casa de Cultura de Ribadedeva, 2007.
- Tiempos muertos, Casa de Cultura de Vegadeo, 2007.
- Captus, Museo Evaristo Valle, Gijón, 2007.[12]
- Captus, Casa de Cultura de Vegadeo, 2007.[13]
- Captus, Jardín Botánico Atlántico de Gijón, 2012.[14]
- Captus, homenaje a José Trenor, Casa de Cultura de Ribadeo, 2014.[15]
- SobreMESA: Asturias por descubrir. Alejandro Braña, In memoriam. Exposición-homenaje en el Museo Evaristo Valle, Gijón, octubre de 2024.[16]

## Colaboraciones
Como resultado de su afán didáctico y divulgativo colaboró con muchos estudiantes y profesores en diversos proyectos:
- Con el Instituto de Educación Secundaria de Llanes, en el desarrollo de un proyecto de investigación en historia y literatura, en unas Jornadas Indianas (con el Departamento de Hostelería, creando un menú gastronómico basado en su libro de recetas "A la mesa del indiano") y como jurado de un concurso de "Fotografía indiana", año 2014. Posteriormente, durante el confinamiento de 2020 por la pandemia de COVID-19, ofreció unas charlas online al alumnado de 2º de Bachillerato. Dentro de unas actividades de orientación profesional compartió con los jóvenes estudiantes su trayectoria formativa. En estos encuentros explicó la profesión de fotógrafo y mostró ejemplos para comprender diversas técnicas publicitarias. Del mismo modo, habló también sobre la labor de una editorial y su propia experiencia como empresario.
- Con distintos investigadores para ayudarles en la documentación o ilustración de sus obras.
- Con multitud de ciudadanos que descubrieron, a través de su blog, su propia historia familiar.

## Premios
- Lux de plata, en la categoría de moda. Otorgado por la Asociación de Fotógrafos de Publicidad y Moda de Cataluña, 1995.[17]

## Galería

Fotografía de Alejandro Braña. Fuente y pérgola en el Parque de Ferrera (Avilés, Asturias).
Fotografía de Alejandro Braña. Panteón de Concha Heres y Manuel Valle (1923). Cementerio de Grado (Asturias).
Fotografía de Alejandro Braña. Chalet de Doña Socorro en Figueras, Castropol (Asturias). Ángel Árbex, 1912.
Fotografía de Alejandro Braña. La casona de Sestelo, Castropol (Asturias).
Fotografía de Alejandro Braña. Casona de Argüelles, en Ribadesella (Asturias).
Fotografía de Alejandro Braña. Parque de Ferrera, Avilés (Asturias).
Fotografía de Alejandro Braña. Pérgola en el Parque de Ferrera, Avilés (Asturias).
Fotografía de Alejandro Braña. La casa de la torre, en Somao (Pravia, Asturias). Manuel del Busto, 1910.
Fotografía de Alejandro Braña. Avenida central de los jardines de la Quinta Selgas (El Pitu, Cudillero, Asturias).
Fotografía de Alejandro Braña. Jardín romántico o inglés en la Quinta Selgas (El Pitu, Cudillero, Asturias).
Fotografía de Alejandro Braña. Estanque en los jardines de la Quinta Selgas (El Pitu, Cudillero, Asturias).
Fotografía de Alejandro Braña. Vista desde el interior de la Quinta Selgas (El Pitu, Cudillero, Asturias).
Fotografía de Alejandro Braña. Vista nocturna del Palacio de Figueras o de los Pardo Donlebún (Figueras, Castropol, Asturias).
Fotografía de Alejandro Braña. Prerrománico asturiano, Santa María del Naranco (Oviedo, Asturias).
Fotografía de Alejandro Braña. Villa Rosario (1914), chalet para el indiano Antonio Quesada (Playa de Santa Marina, Ribadesella, Asturias).
Fotografía de Alejandro Braña. Pórtico de la Catedral de Oviedo con la estatua de Alfonso II el Casto al fondo (Oviedo, Asturias).
Fotografía de Alejandro Braña. Prerrománico asturiano, iglesia de San Miguel de Lillo (Oviedo, Asturias).
Fotografía de Alejandro Braña. Prerrománico asturiano, iglesia de San Julián de los Prados (Oviedo, Asturias).
Fotografía de Alejandro Braña. Perrománico asturiano, altar de Santa Cristina de Lena (Lena, Asturias).